# Herb gminy Sieroszewice
Herb gminy Sieroszewice – symbol gminy Sieroszewice, autorstwa Stanisława Pułkownika, ustanowiony 9 sierpnia 1990.

## Wygląd i symbolika
Herb przedstawia na tarczy w polu zielonym złotą literę „S”, a w centralnej części czerwoną tarczę herbową z srebrną strzałą i srebrnym półpierścieniem (godło z herbu Odrowąż). 